# غاي سبارو (كرة سلة)
غاي سبارو (بالإنجليزية: Guy Sparrow)‏ مواليد 2 نوفمبر 1932 في بونتياك، هو لاعب كرة سلة أمريكي معتزل. بدأ مسيرته الاحترافية في سنة 1957. تم اختياره من قبل فريق نيويورك نيكس خلال الدرافت. يبلغ طوله 6 قدم 6 بوصة (2.0 م). اعتزل اللعب في 1961. لعب مع نيويورك نيكس وغولدن ستايت ووريورز.

## روابط خارجية
- غاي سبارو على موقع إن بي أي (الإنجليزية)
- غاي سبارو على موقع سبورتس رفرنس (الإنجليزية)
- غاي سبارو على موقع ريلجم (الإنجليزية)
- غاي سبارو على موقع بروبوليرز (الإنجليزية)